# Gmina Holsted
Gmina Holsted (duń. Holsted Kommune) – w latach 1970–2006 (włącznie) jedna z gmin w Danii w okręgu Ribe Amt. 
Siedzibą władz gminy było miasto Holsted. 
Gmina Holsted została utworzona 1 kwietnia 1970 na mocy reformy podziału administracyjnego Danii. Po kolejnej reformie w 2007 r. weszła w skład nowej gminy Vejen.

## Dane liczbowe
- Liczba ludności: (♀ 3539 + ♂ 3426) = 6965
  - wiek 0-6: 9,4%
  - wiek 7-16: 14,7%
  - wiek 17-66: 62,3%
  - wiek 67+: 13,7%
- zagęszczenie ludności: 36,9 osób/km²
- bezrobocie: 3,8% osób w wieku 17-66 lat
- cudzoziemcy z UE, Skandynawii i USA: 190 na 10 000 osób
- cudzoziemcy z krajów Trzeciego Świata: 195 na 10 000 osób
- liczba szkół podstawowych: 4 (liczba klas: 50)